# 캉가 아칼레
캉가 고티에 아칼레(프랑스어: Kanga Gauthier Akalé, 1981년 3월 7일 ~ )는 코트디부아르의 전 프로 축구 선수로, 미드필더로 활약했다.

## 구단 경력
오세르에 있는 동안 그는 2003년과 2005년에 쿠프 드 프랑스 우승을 도왔고, 두 결승전에 모두 출전했다.  2007년 6월, 아칼레는 RC 랑스와 미공개 이적료에 4년 계약을 맺었고, 2008년 1월 마르세유, 그 후 레크레아티보 우엘바로 임대되었다. 원래 공격수였던 그는 중앙 미드필더나 레프트 윙어로 뛰기 시작했다. 그는 최고의 기술 능력을 가진 침착한 선수로 묘사된다.
2011년, 아칼레는 부상당한 스트라이커와 바카리 코네를 대신해 카타르의 레크위야에 입단했다. 그는 11월 11일에 열린 2011년 카타르 스타스 컵에서 데뷔 전을 치렀고, 알라이얀을 상대로 해트트릭을 기록해 3-1 승리를 거뒀다.
2012년 1월 31일, 아칼레는 그리스의 파네톨리코스와 6개월 계약을 맺었다. 자유계약선수가 된지 약 3개월 후, 2012년 10월 24일, 아칼레는 2년 계약으로 프랑스 리그 2의 아를 아비뇽에 입단했다.

## 국가대표팀 경력
그는 코트디부아르 국가대표팀으로 2003년 2월 11일 프랑스 샤토루에서 열린 카메룬과의 경기에서 3-0으로 첫 선발 출전했다. 그는 이집트의 2006년 아프리카 네이션스컵 결승전 진출자이며, 독일의 2006년 FIFA 월드컵 출전권 획득에 적극적으로 참여했다.
2008년과 2010년 아프리카 네이션스컵에서 결장한 후, 그는 남아프리카 공화국의 2010년 FIFA 월드컵을 위해 스벤예란 에릭손 감독에 의해 미리 소집되었지만 결국 합류가 불발되었다.

## 사생활
아칼레는 코트디부아르 국적과 프랑스 국적을 모두 가지고 있다. 그의 아들 아론은 프랑스 청소년 국가대표이다.